# Thailändische Badmintonmeisterschaft 2006
Die Thailändische Badmintonmeisterschaft 2006 fand Anfang November 2006 in der MCC Hall in der Mall Ngamwongwan in Bangkok statt.

## Finalergebnisse
| Disziplin    | Sieger                                          | Finalist                                          | Ergebnis     |
| ------------ | ----------------------------------------------- | ------------------------------------------------- | ------------ |
| Herreneinzel | Poompat Sapkulchananart                         | Pakkawat Vilailak                                 | 21-19, 21-13 |
| Dameneinzel  | Salakjit Ponsana                                | Soratja Chansrisukot                              | 21-14, 26-24 |
| Herrendoppel | Sudket Prapakamol Patapol Ngernsrisuk           |                                                   |              |
| Damendoppel  | Saralee Thungthongkam Sathinee Chankrachangwong | Duanganong Aroonkesorn Kunchala Voravichitchaikul | 21-17, 24-22 |
| Mixed        | Sudket Prapakamol Saralee Thungthongkam         | Songphon Anugritayawon Kunchala Voravichitchaikul | 21-14, 21-15 |